# Heilivșciîna, Ciornuhî
Heilivșciîna (în ucraineană Хейлівщина) este localitatea de reședință a comunei Heilivșciîna din raionul Ciornuhî, regiunea Poltava, Ucraina.

## Demografie
Componența lingvistică a localității Heilivșciîna
     Ucraineană (99,57%)
     Alte limbi (0,43%)
Conform recensământului din 2001, majoritatea populației localității Heilivșciîna era vorbitoare de ucraineană (99,57%), existând în minoritate și vorbitori de alte limbi.